# Anogeissus pendula
Anogeissus pendula là một loài thực vật có hoa trong họ Trâm bầu. Loài này được Edgew. mô tả khoa học đầu tiên năm 1853.